# Protaphis artemisiae
Protaphis artemisiae är en insektsart. Protaphis artemisiae ingår i släktet Protaphis och familjen långrörsbladlöss. Inga underarter finns listade i Catalogue of Life.